# Peace Bridge
El Peace Bridge (en español: Puente de la Paz) es un puente de carretera que cruza la frontera entre los Estados Unidos y Canadá en el extremo este del lago Erie, a unos 30 km río arriba de las Cataratas del Niágara. Conecta las ciudades de Buffalo en el estado estadounidense de Nueva York y Fort Erie en la provincia canadiense de Ontario. Es operado y mantenido por la Autoridad de Puentes Públicos de Buffalo y Fort Erie.
La estructura consta de cinco arcos sobre el río Niágara y un tramo de celosía sobre el canal Black Rock en el lado estadounidense del río. La longitud total es de 1769 M. El nombre del puente recuerda cien años de paz entre los Estados Unidos y Canadá. La construcción fue aprobada el 6 de agosto de 1925 por la Comisión Conjunta Internacional.
El puente fue construido como un puente vial que debía satisfacer las necesidades de los peatones y vehículos motorizados, ya que no podían utilizar el Puente Ferroviario Internacional, construido en 1873.
Uno de los mayores obstáculos en la construcción fue la fuerte corriente del río, que aquí está entre 12 y 19 km / h. La construcción comenzó en 1925 y se terminó en la primavera de 1927. Se abrió al público el 1 de junio de 1927.

## Enlaces de Web
- «Peace Bridge» (en inglés). Structurae. Consultado el Peace Bridge.
- Peace Bridge Authority
- Historic Niagara Digital Collections

- Datos: Q1188691
- Multimedia: Peace Bridge (Niagara River) / Q1188691